# Infama
Infama es un programa de televisión argentino de espectáculos que se emitía por América TV desde el 18 de agosto de 2008, hasta el 15 de marzo de 2020. Durante los últimos años tuvo un formato semanal llamado Infama Recargado que se emitía los domingos de 19:00 a 20:30. El 13 de abril de 2025, vuelve con una nueva temporada semanal con la conducción de Marcela Tauro.

## Formato
Infama era un programa de espectáculos, que comenzó mostrando el "lado B" de los famosos.  Su conductor fue Santiago Del Moro, que le imprimió su impronta particular, lo que hizo que el programa se destacara rápidamente. Estaba planeado que dure solamente un mes, pero se instaló en la pantalla como un clásico de la TV. 
A partir de 2015, cuando Del Moro abandonó el programa, se sucedieron varios conductores: Rodrigo Lussich y luego Denise Dumas con Pía Shaw. A partir del 13 de abril de 2025, vuelve con Marcela Tauro el programa, mezclando espectáculo, chimentos y mostrando las vidas actuales de antiguas figuras del programa.

## Historia
Infama fue un programa periodístico sobre espectáculos, en donde se presentan entrevistas realizadas a famosos. Las notas que se presentan son sobre hechos ocurridos en otros programas o realities (como ShowMatch y Gran Hermano), sobre incorporaciones bajas y estrenos en teatro, desfiles y eventos.
Al final de lunes a viernes de 17:00 p.m. a 19:00 p.m. por América TV.
Los productores de dicho programa invitan a más de 6 personas generalmente, más que en otros programas de televisión en Argentina (exceptuando Animales sueltos), y son entrevistados simultáneamente; además cuenta con móviles realizados por el periodista Sebastián Tempone y notas realizadas por los camarógrafos. En verano se presentan notas grabadas en Carlos Paz y Mar del Plata por las temporadas teatrales.
El programa, desde sus comienzos, realiza una fiesta llamada Fiesta Infama en donde son invitados los personajes del momento y famosos en donde puede participar el público, generalmente se realiza una fiesta por año a fines de cada temporada en donde los famosos y mediáticos presentan sus discos y cantan. Además, se elige una Chica Infama, una de ellas fue la exparticipante de Gran Hermano 2011, Tamara Casasola quien fue elegida antes de su participación en ese reality.
En todas las temporadas "surgen" personajes mediáticos además de los ya conocidos Jacobo Winograd, Silvia Süller, Guido Süller, Ricardo García entre otros, los que asisten en forma recurrente.
En diciembre de 2014, Santiago del Moro anuncia su retiro como conductor del programa, siendo reemplazado por Rodrigo Lussich en 2015 para la octava temporada del programa.
En febrero de 2016, Pía Shaw se sumó a la conducción junto a Lussich. Sin embargo, varios días después este anuncia que abandonaría el programa. Luego, se incorporó Denise Dumas, quien también abandonaría el programa, quedando Shaw como la única conductora del ciclo hasta marzo de 2020.
En marzo de 2025, se confirmó el regreso del ciclo, con la conducción de Marcela Tauro los sábados de 18:00 a 20:00 desde el 12 de abril, para competir a Susana Roccasalvo en Implacables.

## Elenco

### Conducción
- Santiago del Moro (2008-2014)
- Rodrigo Lussich (2015-2016)
- Denise Dumas (2016-2018)
- Pía Shaw (2016-2020)
- Luis Ventura (2019-2020)
- Marcela Tauro (2025-presente)

### Panelistas actuales
- Karina Iavícoli (2025-presente)
- Laura Ubfal (2025-presente)
- Gonzalo Sorbo (2025-presente)

### Panelistas
- Alejandra Canosa (2008)
- Silvina Fuentes (2008)
- Alejandra Maglietti (2009)
- Magalí Montoro (2009)
- Valeria Schapira (2008-2009)
- Adriana Schettini (2009-2010)
- Paula Varela (2008-2011)
- Soledad Villarreal (2009-2011)
- Marina Calabró (2010-2014)
- Ivana Paliotti (2010)
- Marcela Feudale (2011-2015)
- Mariana Brey (2013)
- Andrea Taboada (2013-2014)
- Cora De Barbieri (2015-2020)
- Noelia Marzol (2015)
- Daniela Katz (2015)
- Débora D'Amato (2015)
- Lili Monsegou (2015)
- Carla Conte (2015)
- Luis Ventura (2016-2019)
- David Kavlin (2016-2018)
- Rafael July (2016)
- Nicolás Peralta (2016)
- Yasmila Mendeguía (2016)
- Sofía Macaggi (2017-2020)
- Guido Záffora (2017-2018)
- Guillermo Pardini (2017-2018)

### Móviles
- Silvina Fuentes (2008-2009)
- Sebastián Tempone (2009-2013,2015-2018)
- Pía Shaw (2009-2010)
- Alfonso Oliva (2010-?)
- Fernando Prensa (2014)
- Alejandro Guatti (2015-2018)
- Nicolás Peralta (2017-2018)
- Oliver Quiroz (2025-presente)

### Locución
- May Martorelli (anteriormente)
- Claudio Paulovich (2025-presente)

## Temporadas
El mismo programa fue emitido entre 2008 y 2020 de América TV.

### Primera temporada (2008)
El programa comenzó a emitirse el lunes 18 de agosto a las 20.30, dicha emisión, de acuerdo a la planilla de IBOPE midió 3.6.
De acuerdo a su primera emisión el Diario En línea La Nación lo comparó con el programa estadounidense TMZ que se emite por Warner y lo calificó como “regular”.

Infama, el nuevo ciclo de América, pretende sacar provecho del aparentemente inextinguible interés del público por conocer hasta el menor detalle de la vida de los famosos locales -de los más a los menos conocidos- pero se choca con una imprevista barrera. Si bien el interés de la audiencia podría caracterizarse como inextinguible, no carece de condiciones: la primera entre ellas es que las vidas de los famosos no prueben ser tan aburridas como las nuestras.
 Algo que el programa parece confirmar con sus videos falsamente “indiscretos”, que distan de exponer a sus sujetos o, en el peor de los casos, inflamar el voyeurismo de la audiencia. Pero poco y nada de lo visto en los brevísimos videos que componen el ya exiguo Infama (desde Susana Giménez intentando abordar una avioneta con un pantalón muy ajustado hasta un supuestamente achispado Lucho Avilés saliendo de una fiesta o la máquina de sonreír que es Matías Alé) agregaron algo nuevo, entretenido o ridículo a su personaje público, lo que sí suele hacer cualquier programa de chimentos o un ciclo con el que Infama tiene más de un punto de contacto, TMZ (la versión para TV del sitio indiscreto de Internet, que se ve por Warner). La diferencia entre una y otra propuesta, ambas ciento por ciento cholulas, radica en que la segunda tiene los testimonios con los que respaldar sus ironías (y paparazzi tan rápidos con las preguntas como con el obturador de la cámara), mientras que en Infama tanto el relato de lo que deberíamos estar viendo (y no vimos) como el análisis del -digamos- metamensaje quedan a cargo de Santiago del Moro, sólo algo más cuidadoso y menos verborrágico en su vocabulario que antaño. Y dicen que una imagen vale más que mil palabras.

El programa fue pensado para que durase un mes, mientras esperaban el estreno de Golden Balls (un ciclo que finalmente fracasó y duró un mes en la pantalla) para dejarle buen rating a RSM. El conductor era Santiago del Moro, quien había sido presentador en Much Music. Al principio, estuvo acompañado por Alejandra Maglietti, quien había participado en Patinando por un sueño 2008 y en Pablo y Pachu. El ciclo presentaba notas sobre hechos del "mundo del espectáculo" y era presentado con el lema "lado B" de los famosos, y se transmitía antes de RSM. 
En sus comienzos el programa contaba con entrevistas exclusivas a famosos, en donde se intentaba mostrar la vida real de los famosos, los camarógrafos seguían a los famosos como en un reality show, además se presentaban cámaras ocultas.
Desde el 13 de octubre los televidentes podían participar enviando mensajes que eran pasados al aire y podían enviar fotos junto a los famosos.
El lunes 27 en su horario comenzó a transmitirse Golden Balls, conducido por Horacio Cabak, y debió cambiar de horario por el de las 18 horas.
En esta temporada, como se encontraba en el elenco conduciendo la modelo Alejandra Maglietti, se trataban temas sobre moda y desfiles, estuvieron como invitados Jorge Ibáñez, Benito Fernández y Maureen Dinar. Silvina Fuentes consigue una nota con Lucho Avilés, quien en ese momento se encuentra enojado con el programa.
Los personajes que “surgieron” fueron:
- Cecilia Oviedo, era pareja de la Tota Santillán y participó como reemplazo en Bailando por un sueño 2008.

### Segunda temporada (2009)
El programa comenzó a transmitirse el 5 de enero de 2009 en el horario de RSM, desde las 20.30 a las 22 horas, con móviles desde Mar del Plata y Carlos Paz.
Se sumaron como panelistas Alejandra Canosa, Paula Varela y Soledad Villarreal.
En enero de 2009, Maglietti realiza notas a Jorge Ibáñez y en las casas de los famosos, uno de ellas fue la de Jesica Cirio. En ese mes se suma como panelista, la periodista y escritora Valeria Schapira y el programa realiza una nota a Jesica Cirio y a su prima Mariquena Cornejo, previo a su participación en teatro.
A mediados de ese año Maglietti se suma a Bendita y renuncia a Infama.
A fines de ese año, renuncia la notera Silvina Fuentes, para trabajar en Intrusos en el espectáculo.
Los personajes que "surgieron" fueron:
- Mariquena Cornejo, es la prima de Jesica Cirio y logra una de sus primeras notas en este programa a principios de año.
- Electrostars, a nivel televisivo el programa fue el primero en realizarles una nota.

### Tercera temporada (2010)
Esta temporada comenzó el 4 de enero de 2010 a las 20.30 con Marina Calabró, Paula Varela, Soledad Villarreal y Ivana Paliotti. Como noteros se incluyen a Sebastián Tempone y Pía Shaw.
Desde el lunes 11 de octubre de 2010 comenzó a transmitirse desde las 15 a las 16.30 horas.
A mediados de ese año, la modelo Soledad Villarreal debió retirarse del programa por encontrarse embarazada. Paula Varela se retiró para sumarse a Canal 13 como notera de La cocina del Show y Cantando por un sueño 2011.
Pía Shaw debió conducir uno de los programas por la ausencia de Santiago del Moro, quien había sido padre de una niña, a fines de ese año se desvinculó para formar parte del panel del programa PM (Pasado del Mediodía) de Telefe, conducido por Leo Montero y Verónica Lozano.
Los personajes que "surgieron" fueron:
- Tomasito Süller, a pesar de haber aparecido en un programa de Chiche Gelblung en Canal 13 era invitado en forma regular, junto a su tío Guido Süller, por su supuesta paternidad.
- Zulma Lobato, es una travesti que apareció en el programa de Anabela Ascar Hechos y protagonistas en Crónica TV y que fue invitada regularmente durante ese año.

### Cuarta temporada (2011)
En esta temporada fueron incorporadas las periodistas Marcela Feudale y Marina Calabró, y el único notero que continuó fue Sebastián Tempone, además de los camarógrafos que realizan notas.
A mediados de dicho año se reincorpora la modelo y conductora Soledad Villarreal, quien no participaba del mismo por encontrarse embarazada. Otros periodistas que colaboraron desde ese año fueron: Nancy Duré, Fernando Prensa, Greta Rodríguez, entre otros.
Los personajes que "surgieron" fueron:
- Emiliano Boscatto, ex Gran Hermano 2011 que después haber salido de la casa fue invitado por el programa por haber contado una relación con el mediático Ricardo Fort, a raíz de ello se pelea con María Fernanda Callejón.
- Electra, travesti paraguaya. Se hizo conocida en el programa de Anabela Ascar en Crónica TV pero es un personaje recurrente en Infama.
- Agustina Brisel, travesti argentina. Se hizo conocida en el reality show de los mediáticos de Crónica TV pero se hizo mayormente conocida en Infama cuando comentó que había mantenido relaciones sexuales con Martín Palermo.
- Pamela y Johana Pombo, asistieron regularmente durante su debut mediático. Son hermanas y se hicieron conocidas por ser amigas de Christian Fabbiani.[9]
- Damián Popiloff, empresario, expareja de Susana Giménez.[10]
- Adriana Barrientos, el programa le realizó una de sus primeras entrevistas en Argentina.
- Giuliana Maglietti, hermana de Alejandra que se incorpora en 2010 en la agencia de la misma y se hace conocida por la Revista Paparazzi.

### Quinta, Sexta y Séptima temporada (2012-2014)
En estas temporadas siguen las periodistas Marcela Feudale, Marina Calabró, y el notero Sebastián Tempone, junto a Santiago Del Moro como conductor e invitados de la actualidad.
La séptima temporada fue la última conducida por Santiago del Moro, siendo reemplazado por Rodrigo Lussich.

### Octava Temporada (2015)
En 2015, Rodrigo Lussich es el conductor de Infama, siendo que Santiago del Moro abandonó Infama para continuar conduciendo el programa político Intratables, donde se emite en el horario de la noche.

### Novena temporada (2016)
Rodrigo Lussich y la nueva conductora Pía Shaw condujeron el programa hasta febrero de 2016.
Sin embargo, en ese mismo mes Lussich manifestó sus deseos de conducir solo, por lo que abandonó el programa y Shaw se quedó como única conductora. En esta temporada se sumó al panel, el periodista Rafael July, conocido por haber sido notero en Intrusos y haber participado del programa RSM, conducido por Mariana Fabbiani. Además, se incorporó a la conducción, junto con Pía Shaw, Denise Dumas.

### Décima temporada (2017)
Actualmente, continuaban conduciendo el programa: Pía Shaw y Denise Dumas, acompañadas por su panel integrado por Cora Debarbieri, Luis Ventura, David Kavlin, Sofía Macaggi, Guido Záffora y Guillermo Pardini.

### Undécima temporada (2018)
El programa fue conducido por Pía Shaw junto un panel encabezado por Luis Ventura, el 7 de enero de 2018 comienza su edición semanal, mientras que su emisión diaria finalizó el 11 de mayo de 2018.

### Duodécima temporada (2019-2020)
El programa fueron conducidos Pía Shaw y Luis Ventura.

### Decimotercera temporada (2025)
A partir del 13 de abril de 2025, la histórica panelista de Intrusos, Marcela Tauro conducirá el ciclo semanalmente, los domingos a las 18:00hs junto a Laura Ubfal, Karina Iavícoli y Gonzalo Sorbo como panelistas.